# مسرشمیت ام۲۰
ب‌اف‌و ام.۲۰ (به انگلیسی: BFW M.20) یک هواگرد ساختِ کارخانهٔ مسرشمیت در کشور آلمان است . نخستین استفاده‌کنندهٔ این هواپیما دویچه لوفت هانزا بوده‌است. این هواگرد برای نخستین بار در ۲۶ فوریه ۱۹۲۸ میلادی مورد استفاده قرار گرفت.